# Lijst van voetbalinterlands België - Roemenië (vrouwen)
Deze lijst van voetbalinterlands is een overzicht van alle officiële voetbalinterlands tussen de nationale vrouwenteams van België en Roemenië. De landen hebben tot nu toe acht keer tegen elkaar gespeeld.

## Wedstrijden
| № | Plaats      | Datum             | Competitie           | Wedstrijd         | Uitslag |
| - | ----------- | ----------------- | -------------------- | ----------------- | ------- |
| 1 | Leuven      | 27 maart 2009     | Vriendschappelijk    | België − Roemenië | 1 − 2   |
| 2 | Leuven      | 29 maart 2009     | Vriendschappelijk    | België − Roemenië | 0 − 0   |
| 3 | Câmpina     | 5 september 2009  | Vriendschappelijk    | Roemenië − België | 2 − 7   |
| 4 | Câmpina     | 7 september 2009  | Vriendschappelijk    | Roemenië − België | 4 − 3   |
| 5 | Leuven      | 20 oktober 2017   | WK 2019 kwalificatie | België − Roemenië | 3 − 2   |
| 6 | Botoșani    | 31 augustus 2018  | WK 2019 kwalificatie | Roemenië − België | 0 − 1   |
| 7 | Cluj-Napoca | 8 oktober 2019    | EK 2022 kwalificatie | Roemenië − België | 0 − 1   |
| 8 | Leuven      | 18 september 2019 | EK 2022 kwalificatie | België − Roemenië | 6 − 1   |

## Samenvatting
| Competitie        | Totaal gespeeld | Winst België | Gelijk | Winst Roemenië | Doelsaldo België – Roemenië |
| ----------------- | --------------- | ------------ | ------ | -------------- | --------------------------- |
| WK-kwalificatie   | 2               | 2            | 0      | 0              | 4 − 2                       |
| EK-kwalificatie   | 2               | 2            | 0      | 0              | 7 − 1                       |
| Vriendschappelijk | 4               | 1            | 1      | 2              | 11 − 8                      |
| Totaal            | 8               | 5            | 1      | 2              | 22 − 11                     |